# Timbuktu
För andra betydelser, se Timbuktu (olika betydelser).
Timbuktu (svenskt uttal: [tɪmˈbɵkːtɵ]; franska: Tombouctou [tõbukˈtu]) är en stad nära floden Niger i det västafrikanska landet Mali. Kommunens befolkning uppgick till strax över 60 000 invånare 2013. Timbuktu är administrativ huvudort för en region med samma namn som staden. Timbuktu har en lång historia som handelsplats mellan Nordafrika och Afrika söder om Sahara. Namnet Timbuktu kom i Europa att bli en metafor för en fjärran, exotisk plats.

## Historia
Timbuktu anlades som ett säsongsläger omkring år 1000 av det nomadiserande tuaregfolket.
Platsen utvecklades och blev till en allt rikare stad, då många köpmän etablerade sig där på grund av dess strategiska läge för handel med bland annat guld, elfenben, slavar och salt. Staden var central i många efterföljande riken, Ghanariket, Maliriket (från 1324) och Songhairiket (från 1468). Den stod på sin topp under Songhairiket omkring 1500 då historierna om dess makalösa rikedom bidrog till kommande europeisk exploatering.
Songhais ledare expanderade riket söderut längs Nigerfloden. Likt Ghana- och Malirikena som blomstrat i regionen några århundraden tidigare, växte sig Songhai mäktigt tack vare kontrollen över de lokala handelsvägarna. Timbuktu blev snart hjärtat i det mäktiga imperiet.
Staden var inte enbart ekonomiskt betydelsefull, utan även religiöst och kulturellt. Från och med 1300-talet blev staden ett viktigt muslimskt centrum. Under Mali- och Songhairikena byggdes storslagna moskéer, universitet, skolor och bibliotek, varav några än finns bevarade. Särskilt under Malikungen Mansa Moussas styre, på 1300-talet, blev Timbuktu en mötesplats för poeter, arkitekter, och lärde.

## Legender om den historiska staden
Det var berättelser om Timbuktus enorma rikedomar som förde europeiska upptäckare till Afrikas västkust. Till de äldsta beskrivningarna av Timbuktu hör de av Leo Africanus, Ibn Battuta och Shabeni.
Staden sägs vara uppkallad efter en tuaregkvinna vid namn Buktu (Bouctou). Hon fann en oas och grävde där en brunn, varefter platsen fick namnet ’Buktus brunn’, Timbuktu.

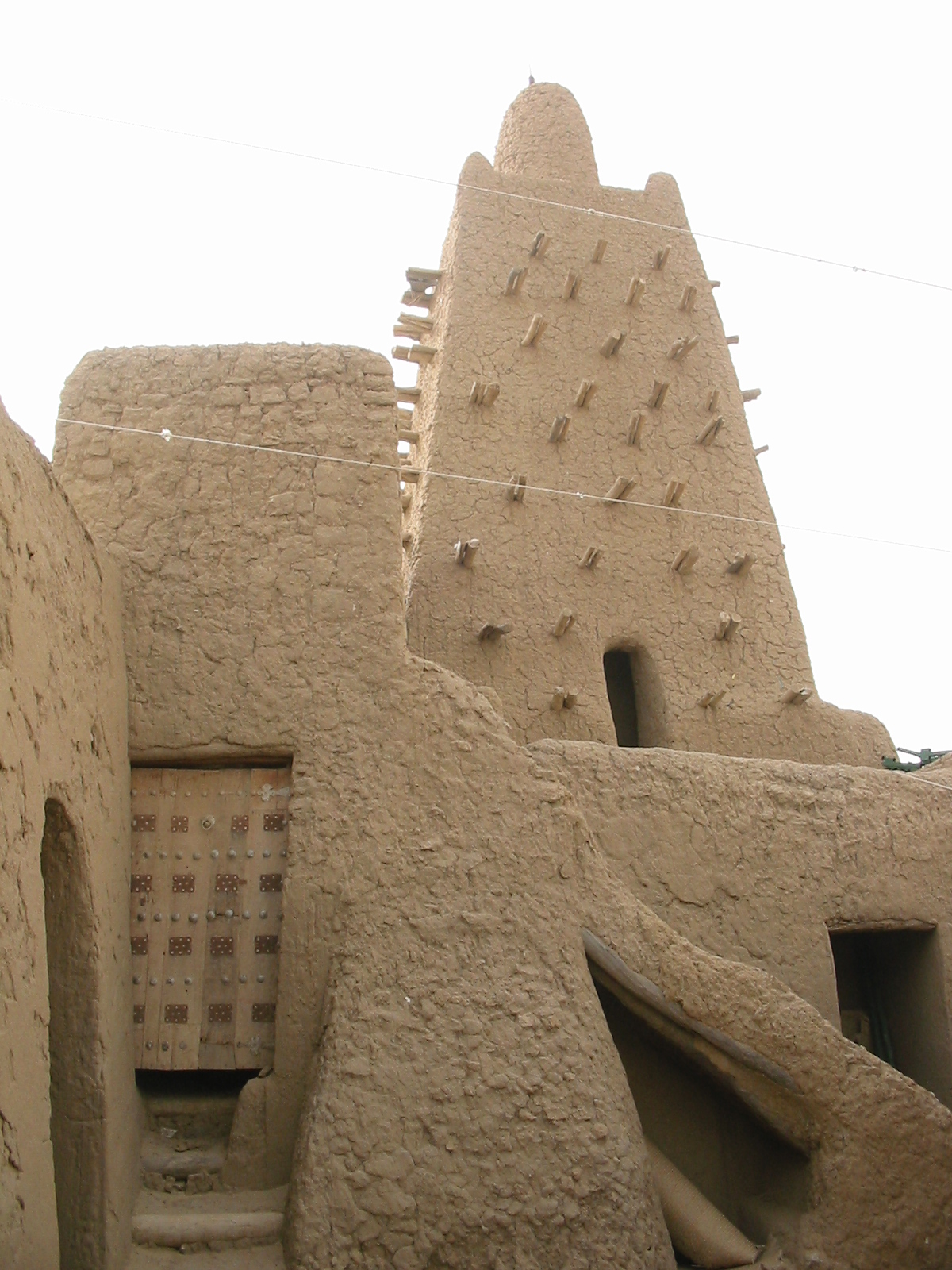
Djingareybermoskén i Timbuktu.

### Ibn Battuta och hans resor genom Sahara
Ibn Battuta (1304–1368) var en marockansk berber, född i Tanger. I 30 år reste han runt i den muslimska världen från Timbuktu till Turkiet, Centralasien, Kina och Indien. Han var sannolikt den förste utifrån som dokumenterade ett besök i Timbuktu.
| ” | Tunbuktu ... ligger sex kilometer från Nilen. De flesta av invånarna är massufer av veilfolket. Härskaren ... heter Farba Musa ... utsåg en massufer till emir över ett företag ... satte på honom ett klädnad, en turban och byxor, allt av färgade material. Han satte honom sedan på en sköld och han lyftes upp av de äldre från hans stam på deras huvuden ... Vid Tunbuktu steg jag ombord på Nilen [Niger] i en liten farkost utkarvad från ett stycke trä. Vi brukade gå in till stranden varje kväll i en by för att köpa vad vi behövde av mat och smörolja i utbyte mot salt och parfym och glasprydnader. | „ |

### Leo Africanus beskriver Timbuktu
Kanske är den mest berömda av berättelserna om Timbuktu är den av Leo Africanus, ’Leo afrikanen’. Han var tillfångatagen och en avfälling som senare konverterade tillbaka till kristendomen. År 1512, då Songhairiket stod på sin höjdpunkt, följde han med på en resa, varom han skriver: 
| ” | Den rike kungen i Tombuto [sic] har många pakat och spiror av guld, några av dem väger 650 kilogram ... Han har alltid 3 000 ryttare ... [och] en omfattande verksamhet med doktorer, jurister, präster och andra lärda män, som är frikostigt understödda av kungen. | „ |

Vid tiden för Leo Africanus besök fanns det gott om bete och boskap, vilket gav mängder av mjölk och smör till folk i trakten, trots att där varken fanns trädgårdar eller fruktträd omkring staden.

### Shabenis beskrivning av Timbuktu
Shabeni var en köpman från Tetuan som blev tillfångatagen och till slut hamnade i England där han berättade sin historia om hur han vid 14 års ålder (omkring år 1787) hade rest till Timbuktu med sin far. En version av hans berättelse är återgiven i James Grey Jacksons bok An Account of Timbuctoo and Hausa (1820): 
| ” | På östra sidan om staden Timbuctoo, finns en stor skog med många elefanter. Timret här har stora dimensioner. De ensamväxande träden är enastående ... de är av sådan storlek att de största inte kan omfamnas av två män. De har en sorts bär stora som valnötter som växer i klasar om tio till tjugo bär. Shabeeny kan inte säga hur långt skogen sträcker sig, men den är mycket stor. | „ |

Helt klart upplevde Ibn Battuta, Leo Africanus och Shabeni ett Timbuktu som är helt annorlunda än de flesta föreställer sig. 
Det sägs att den katalanske arkitekten Antoni Gaudí blev inspirerad av Timbuktus lermoskéer. Den mest berömda av dem är Sankoremoskén, även känd som Sankoreuniversitet. Den uppfördes under 1500-talet och är tillsammans med den historiska Djingareybermoskén muslimska institutioner. Här bör påpekas att då islam praktiserades i städerna, var en majoritet av infödingarna icke-muslimer. Ofta var ledarna muslimer till namnet och hade intresse för ekonomisk utveckling, medan det stora flertalet invånare utövade sina traditionella religioner. Som centrum för lärda muslimer skilde sig Sankoreuniversitetet i sin organisation mycket från universiteten i medeltidens Europa.

## Administrativ indelning
Timbuktu är indelat i åtta stadsdelar (quartiers):
- Abaradjou
- Badjende
- Bella Faradi
- Djingareye Ber
- Hamabangou
- Kabara
- Sankore
- Sareikaina

## Världsarv
År 1980 upptogs platsen på Unescos världsarvslista. Timbuktu hotades då bland annat av det som en gång gav den dess rikedomar, Sahara. År 1990 upptogs därför även Timbuktu på listan över hotade världsarv. Sedan dess har man bland annat jobbat med att skapa en skötselplan, gjort en inventering, restaurerat och arbetat med att få ett vattensystem. Världsarvskommittén beslutade därför den 13 juli 2005, under sin konferens i Sydafrika, att ta bort världsarvet från listan över hotade världsarv.